# 地產大亨
地產大亨，又稱作大富翁（英語：Monopoly，直译為「壟斷」），是一款多人參與的以經濟為主題的桌遊。在遊戲中，玩家透過擲兩顆骰子在遊戲板上移動（有些是用一個骰子），購買和交易房地產，並用房屋和酒店進行開發。玩家透過向對手收取租金，目的是讓對方破產。玩家還可以透過機會（Chance）和公益金（Community Chest）卡片及稅務格子獲得或失去金錢。每當玩家經過「Go」時可以獲得工資，但也有可能進入監獄，玩家進入監獄後，必須滿足三個條件之一才能脫身。遊戲中有「家庭規則」、數百種不同版本、許多衍生品及相關媒體。
《地產大亨》已成為國際流行文化的一部分，在全球113個以上的國家授權發行，並以超過46種語言印刷。截至2015年，估計遊戲已在全球售出2.75億份。原始版本的遊戲板基於美國新澤西州的大西洋城，唯一的例外是Marven Gardens，它位於毗鄰的Ventnor, NJ。
《地產大亨》源自1903年由美國左翼女性主義者莉茲·瑪姬所發明的地主遊戲。這款遊戲的目的在於展示一個獎勵個人努力的經濟體系要優於壟斷財富的經濟體系。它同時也旨在推廣亨利·喬治的經濟理論，尤其是他關於稅收的理念。「地主遊戲」最初有兩套規則，一套包括稅收，另一套則是現行《地產大亨》規則的基礎。派克兄弟公司於1935年首次發行《地產大亨》時，並未包含前者含有反對資本主義理念的稅收規則，這使得遊戲變得更具有攻擊性。派克兄弟公司於1991年最終被孩之寶收購。該遊戲的名稱來源於經濟學中的壟斷概念，即單一實體對市場的主導。

## 歷史
美國派克兄弟於1935年11月5日發售地產大亨。英國版於1936年由Waddington Games推出。經濟大蕭條時期的大富翁在美國漸受歡迎。目前地產大亨成為了孩之寶集團旗下的產品。

### 地產大亨剽竊事件
地產大亨的原型是美國左翼女性主義者莉茲·瑪姬發明的「地主遊戲」，這款遊戲被大學教授和他們的學生使用，另一個變體叫做「迷人的金融遊戲」，於1932年在中西部出版。從那以後，這個遊戲又回到東部，它在賓夕法尼亞州一直很流行，並在紐澤西州大西洋城的一群貴格會成員中流行起來。查爾斯·托德教達洛玩這個遊戲，他曾在大西洋城玩過這個遊戲，在那裡它被定制了該城市的街道和財產名稱。
距《地主遊戲》（The Landlord's Game）於1904年發明後的三十年，派克兄弟公司發行了經過修改的版本，稱為《地產大亨》（Monopoly）。查爾斯·達洛聲稱這是他自己的創意，並表示他是在地下室中發明了這個遊戲。瑪姬隨後公開表達反對，並透露她從這項發明中僅賺了500美元，且未獲得《地產大亨》創造的任何榮譽。
1936年1月，瑪姬接受了華盛頓特區一家報紙的採訪，批評派克兄弟公司。瑪姬向記者講述了《地產大亨》和《地主遊戲》之間的相似之處。報導指出，瑪姬製作她的遊戲花費了比她從中獲得的收入更多的錢，尤其是《地產大亨》被創造後她並未獲得應有的榮譽。受訪後，派克兄弟公司同意發行她的另外兩款遊戲，但仍將遊戲的創造功勞歸於達洛。
1973年，舊金山州立大學的經濟學教授雷夫·阿斯帕製作了類似於「地產大亨」的遊戲「反壟斷」，派克兄弟公司因此起訴了他。由於達洛一直被認為是《地產大亨》的發明者，直到對抗派克兄弟公司的法律纏訟中，阿斯帕研究了《地產大亨》的歷史，發現達洛其實是從朋友那裡得知了這款遊戲，卻將其發明歸功自己，並發現了瑪姬對地主遊戲的專利權。在長達十年的訴訟中，第九巡迴上訴法院發現達洛直接從查爾斯·托德製作的遊戲中抄襲了規則。隨後，人們對瑪姬發明《地主遊戲》給予了更多關注和研究。儘管達洛和派克兄弟公司從瑪姬的創意中獲利，並且歸功於自己，但瑪姬在死後終於獲得了這款最受歡迎桌遊之一的榮譽。 

## 棋盤

### 概述
棋盘一共有40格，其中物业28格：街区22格（8种颜色，其中最便宜的和最贵的各2格，其他颜色各3格）、交通4格、实业2格；功能12格：机会、社区福利各3格、税格2格、入狱、监狱、停车场、起点各1格。最便宜的物业位于起点出发方向的下一格；最贵的物业则位于起点前一格。各地区发行的版本习惯上以该最贵物业的名称命名。
自2008年版本起，玩家在到达奢侈税格时，付款额增加到100；到达所得税格时，则只能付200。

### 英国版
英国版本棋盘的最后一格为梅费尔（Mayfair）。

### 大西洋城版
大西洋城版是最早期的大富翁版本。圖版一共有40格，包括28格物業。物業均以美國新澤西州大西洋城及附近地區命名，而又因為價錢最高的物業是「Boardwalk」，故又稱Boardwalk版。（註：大富翁玩家一般以價錢最高的物業為不同版本命名，以分辨同一地區所出版，而不同版本的平裝大富翁，例如香港的平裝版可以分為“石澳版”、“山頂一版”、“山頂二版”、“太平山版”。）

### 全球版
2008年，孩之寶宣佈將於9月推出全球版，棋盤改以全球22個城市作為物業，由70個官方列出的城市網上票選出20個城市，另外2個城市則以全球提名形式票選，稱為外卡。經過6個星期投票，孩之寶於2008年8月20日公布結果，首20名城市由逾560萬票選出，蒙特利爾成為棋盤上價值最高的物業，台北和格丁尼亞則以外卡身分進入棋盤。
其他候選城市包括：
杜拜、吉隆坡、扎吉拉布、新加坡、愛丁堡、洛杉磯、都柏林、斯德哥爾摩、芝加哥、卡拉卡斯、阿姆斯特丹、開羅、莫斯科、布宜諾斯艾利斯、蘇黎世、赫爾辛基、法蘭克福、馬德里、布達佩斯、波哥大、布加勒斯特、孟買、布魯塞爾、首爾、奧斯陸、慕尼黑、皇后鎮、卡地夫、里昂、墨爾本、聖彼得堡、盧布爾雅娜、維爾紐斯、布拉提斯拉瓦、維也納、布拉格、華沙、華盛頓、墨西哥城、哥本哈根、柏林、塔林、里約熱內盧、波士頓、索菲亞
全球版的棋子並非傳統版的禮帽、熨斗、蘇格蘭犬、戰艦、汽車、獨輪車、酒桶、大炮、馬和騎者、靴子，本系列的24枚棋子分別代表了六大洲的特色，每盒大富翁只會隨機附送六大洲4款棋子中各1款棋子。北美洲的棋子包括加拿大皇家騎警隊的加拿大騎警、美國西部的牛仔帽、美國職棒大聯盟的棒球手套及全美認可的最大型汽車競賽的NASCAR。南美洲的棋子包括印加文明的印加面具和神像、復活島上的摩艾石像及森巴諸國強項的足球。歐洲的棋子包括穿梭倫敦大街小鎮的計程車、以結繩形狀聞名的德國椒鹽脆餅、西班牙傳統的鬥牛勇士及荷蘭人用來抽水的風車屋。非洲的棋子包括於非洲冒險的獵帽、與法老一起陪葬的法老面具、非洲祖魯人的宗教面具及居於戈壁沙漠的駱駝。亞洲的棋子包括中國人寓意皇帝的龍、泰國獨有的嘟嘟車、俄羅斯的子母娃娃及日本國技的相撲手。澳洲的棋子包括世上唯一以跳躍來移動的大型動物袋鼠、愛吃尤加利樹葉的樹熊、澳洲各海岸常見的滑浪者及澳洲原住民用以打獵的回力镖。

### 歷史上第一代中文版Monopoly

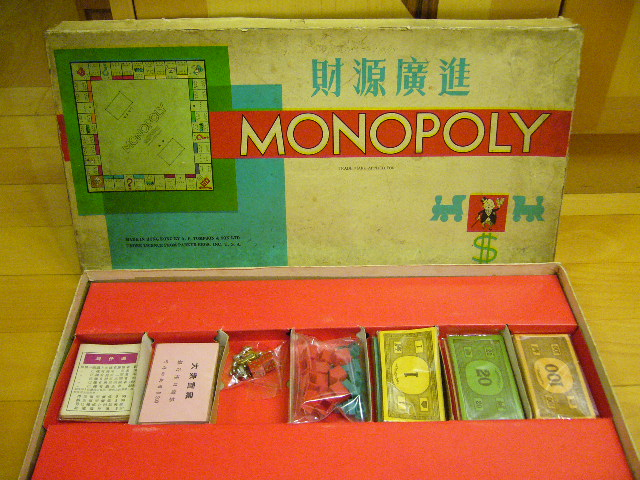
財源廣進

1965年，由英國John Waddington Limited出品（該公司後期被孩之寶Hasbro收購），持有Monopoly 商標之Parker Brothers INC於香港推出全球第一款中文版之Monopoly，中文名稱為「財源廣進」，並由香港A.F Tompson & Son LTD承印遊戲及包裝，於香港由安亞印務製造，當年遊戲售價為$17.5元一套，屬於貴價桌上遊戲，遊戲棋子使用傳統Monopoly膠質移動標記，並以香港地坊及街道名稱作為遊戲地皮。當年中文版Monopoly在香港製造到70年代，每年產量約5,000，於百貨公司等售賣。而現存於世上之第一代中文版本Monopoly「財源廣進」已經非常難找，很多華人根本從未見過此版本。

### 第二代中文版大富翁
1973年，由Kenner Parker Toys INC出品(該公司後期同樣被孩之寶Hasbro收購)，持有Monopoly 商標之Parker Brothers INC於香港推出第二代中文版之Monopoly，中文名稱更改為大富翁，由英國Waddington Game Limited承印遊戲及包裝，於新加坡製造。第二代中文版大富翁不論在包裝及總體設計上都跟第一代之「財源廣進」相似，但第二代之中文版大富翁放棄了50年代美國後期Monopoly代表移動標記（即狗仔、欖子等），改為用有六種不同顔色的膠質人型標記代替（棋子仿效40年代美國前期Monopoly的木製人型標記，至第三代中文版大富翁才用回傳統Monopoly金屬移動標記）。而且在設計上有一個錯誤，就是把「遮打道」及「獲利道」之地契上建屋金額對換了。

### 香港版
圖版有40格，其中28格是物業、3格“機會”、3格“公益福利”（石澳版稱為“大眾寶藏”）；“起點”、“監獄或探訪”、“免費泊車”、“即時入獄”、“入息稅”及“薪俸稅”均佔1格。香港版依據香港島、九龍和新界的地方命名。2010年香港景點版其中22格物業由網民投票選出，最高票數便能成為最高價值物業，“薪俸稅”在2010年香港景點版更名為“巨額稅收”。2015年推出的80周年紀念版與石澳版相同，唯一分別是入息稅格上的「或10%」字樣已刪去，2017年1月，孩之寶發售全新香港版大富翁，其中22格物業由網民投票選出。

### 澳門版
第一代澳門版大富翁於2006年才推出，而基於澳門當時沒有本地鐵路系統，版圖上的「車站」被改為澳門的著名基建項目。2015年為紀念大富翁世界大賽於澳門舉行，推出限量紀念版。

### 超級富豪版
2012年，超級富豪版其中的22格是物業、3格“機會”、3格超級富豪生活、“起點”、“監獄或探訪”、“免費泊車”、“即時入獄”，共有32格。

### 台灣版
正規版遊戲在台灣推出時候，因為「大富翁」商標已被註冊，所以只能以「地產大亨」名義推出。
2010年，大富翁發行75週年時候推出新版地產大亨電子版。當初藉由網路投票，票選出全台知名景點納入遊戲中，最終結果之最高票數景點前三名分別為：新竹科學園區、台北銘傳大學、墾丁。

### 中国版
中国版（游戏外盒上如此命名）棋盘以重庆、武汉、上海、深圳、苏州（金闾疑为金阊区）、天津、北京、及广州的城市的部分城区或地区的名字命名。

### 其他非官方版本
在早年，台灣紙盤遊戲製造商「亞灣文具股份有限公司」生產銀行遊戲盤遊戲，棋盤和玩法跟大富翁類似，以台灣1960年代的狀況為主取台灣地名及「命運」、「機會」，並稱之為「大富翁」，是台灣最有名的棋盤遊戲之一。大富翁的「機會」、「命運」牌中，有許多充分體現了台灣1960年代的政治經濟氛圍：如當時「機會」卡之一即有如下描述「愛國勇士，保國衛民。英勇擊墜米格機！依投擲骰子點數，決定擊落戰機數目。 一架獎勵500元，依此類推，最高可得3000元！」以及公益福利卡的「中愛國獎券」等。台灣的電腦遊戲廠商大宇資訊把此遊戲改成電腦版的《大富翁》，英文稱為Richman，模彷大富翁的概念。
香港早年有不少盜版大富翁遊戲，名稱包括「百萬富翁」、「大富翁」等等，棋盤上的地皮改為香港街道，不少版本的遊戲紙幣為盜印的香港紙幣，「命運」、「機會」卡沿用台灣「亞灣」版。因為欠缺說明書，大多香港人玩法沿用台灣「亞灣」版，再加上台灣電腦遊戲《大富翁》系列的影響，導致日後接觸正規版大富翁棋盤遊戲時候亦弄錯玩法。
非官方玩法大致有以下特徵：
- 購買地皮再踩中地皮才可起房子，每次只可蓋一幢房子，但沒有地皮顏色限制。
- 如不購買地皮不進行拍賣。
- 玩家不能與其他玩家交易。
- 坐牢時不可收租。

## 遊戲配件
- 正方形遊戲板圖一塊。
- 代表參與者的棋子。棋子形狀包括：禮帽、熨斗、蘇格蘭犬、戰艦、汽車/跑車、轆轤車、酒桶、大炮、馬和騎者、靴子。1999年經網上投票後加入了大錢袋，在2013年經網上投票後加入了小貓，淘汰了熨斗。在2017年新一輪投票中，加入暴龍、橡膠鴨和企鵝，而舊有的頂針、轆轤車及靴子則被淘汰。個別地區有富當地特色的棋子，如：洋紫荊花（香港版）、大三巴牌坊（澳門版）。
- 兩粒六面骰子。
- 物業地契。地契上列明物業價錢、抵押價錢、建屋費用、地租詳情。物業包括：
  - 22塊土地（分成八個色組）
  - 4個車站。車站上不能建房子。
  - 2個公共事業；不可建房子。
- 遊戲紙幣（新版共151,400元，舊版共15,140元）。
  - 新世代電子版以電子銀行機取代遊戲紙幣。
- 木製或塑膠的小屋（32間）和酒店（12間）。
- 「機會」紙卡和「大眾寶藏」紙卡各16張。

## 規則
以下貨幣的單位以標準版為準

### 遊戲開始
- 每位玩家有1500元作為資產，包括：
  - 1元紙幣5張
  - 5元紙幣1張
  - 10元紙幣2張
  - 20元紙幣1張
  - 50元紙幣1張
  - 100元紙幣4張
  - 500元紙幣2張

或
- 每位玩家有15000元作為資產，包括：
  - 10元、50元、100元紙幣各5張
  - 200元紙幣6張
  - 500元、1000元紙幣各2張
  - 5000元2張

新世代電子版以15M（15,000,000）作為資產
- 此外，遊戲將會存在一個銀行，作為第三方向玩家收款與支付金錢。
- 銀行將可以在金錢不足時製造金錢以滿足玩家的需求。
- 銀行在遊戲開始時具有32間房子及12間旅館可供玩家購買。

### 回合
- 玩家將依照順序輪到1次回合。
- 當非額外回合開始前，所有玩家將可於購買房屋時購買房屋/旅館，參見房子與旅館條目。
- 當回合開始時，玩家若在入獄狀態則可以選擇支付50元給銀行以脫離入獄狀態。
- 當回合開始時，玩家若在入獄狀態則可以選擇使用出獄許可證以脫離入獄狀態，並將消耗的出獄許可證依照其卡牌類型重新置入牌堆的最底處。
- 當回合開始時，玩家必須進行擲骰。
- 當玩家需要支付金錢時，玩家若沒有足夠的現金，可以拆除房屋或旅馆，抵押/出卖地皮，出卖出獄許可證等方式來換取金錢。
- 若販售所有建築物並抵押/出卖所有地皮仍不足以支付金錢時，玩家將被視為破產，並將當下所持有的資產所有權原樣移轉給其債權人，參見破產條目。
- 若債權人為複數人，則資產將被轉移給銀行，並由銀行將代為支付清償其債務。
- 出獄許可證對於銀行的價格為 50元 。
- 銀行所持有的地皮將即刻進入拍賣階段，全部玩家可投標購買該地皮，競標價由10元開始。
- 銀行所持有的出獄許可證將依照其卡牌類型重新置入牌堆的最底處。
- 玩家在任何時刻都之間可以進行金錢、物業和出獄許可證的交易，但不得贈與金錢、出售持有的建築物或提供借貸給其他玩家。參見交易條目。

### 擲骰
- 每次擲出2顆骰子在普通情況下，將依照2個骰子的總點數，沿沿棋盤的順時鐘移動數格。
- 當玩家在入獄狀態且2個骰子點數相同時，將可以脫離入獄狀態並依照2個骰子的總點數，沿棋盤的順時鐘方向移動。
- 當玩家在入獄狀態的第3個回合且2個骰子點數不同時，玩家必須支付50元給銀行以脫離入獄狀態，並依照2個骰子的總點數，沿棋盤的順時鐘方向移動。
- 每次移動到達或經過 Go格 時，將可以向銀行收取200/2000元/2M（2,000,000）（以標準版本為準）。
- 每次移動到達無主地皮時，玩家可選擇購買與否。若玩家選擇不購買該地皮時，地皮將進入拍賣階段，全部玩家（包括剛剛拒絕購買該地皮的玩家）可投標購買該地皮，競標價由10元開始。
- 每次移動到達有主地皮時，地主可依地皮規定收租，但不可事後追討。
- 每次移動到達入獄格時，將使玩家傳送至監獄，並進入入獄狀態。
- 每次移動到機會或命運(Community Chest) 時，從對應牌堆中抽取最上層的卡片，並依照該卡片的指示操作。
- 若該卡片沒有特殊註記，在操作結束後該卡片重新置入牌堆的最底處，或者全部用完后打乱顺序重新使用。

### 房子與旅館
- 如玩家擁有全部同色未抵押地皮，則可以在任何玩家擲骰前選擇蓋房子。
- 房子必須蓋在同組中目前房子最少的地上，不可以先盖在房子最多的地上。
- 不可以蓋在已抵押的地皮上。
- 當全部的地都蓋滿了4間房子，玩家可以選擇蓋旅館。旅館建成後4間房子要繳回銀行。
- 一塊地最多只能蓋一幢旅館。
- 可一次蓋多間房子，甚至直升旅館，但仍滿足平均原則（旅館視做5間房子）。
- 當有多位玩家同時想蓋房子，銀行卻沒有足夠的房子時，銀行需逐一拍賣房子，價高者得。

### 免费停车场（又稱「免費泊車」）
- 不能获得额外收入，也没有惩罚。
- 什么事也没有发生。

### 套取現金
- 玩家可以半價把房子賣給銀行，賣的時候依然得保持同色地房子數量的平均，也就是說得賣房子最多的地。
- 一幢旅館的價值等同5間房子，並可分開來賣，前提是銀行可以找零提供剩下的房子。此時依然得保持平均原則，也就是說若銀行沒有任何房子，玩家只能選擇把同色地的旅館全部賣掉。
- 玩家可抵押地皮給銀行以換取半價現金，用來抵押的地皮上不能有建築物。抵押後的地皮不能收租，但玩家仍擁有地契。
- 玩家可在任何玩家擲骰前贖回地皮，因擲出相同點數而得額外的回合除外。贖地時要加付抵押值10%的利息，遇小數向上取整（新世代電子版為四捨五入）。

### 交易
- 在任何時間，玩家可與對手交易沒有建築物的地皮，先商談的交易先處理。
- 玩家間不得借貸。
- 在交易已抵押地皮後，新擁有者可選擇馬上贖回地皮，或不馬上贖回只付抵押價10%的交易稅給銀行。如不馬上贖回，日後贖回時還是要加付抵押值10%的利息。
- 保釋卡可作交易。

### 入獄
- 入獄狀態時，玩家可在擲骰前選擇用出獄許可證或是付50元罰金予銀行以馬上出獄。
- 在入獄時，唯有擲出相同的點數才能移動（出獄），此時並不會有額外的回合。
- 在牢中的待到第三回合仍未擲出相同點數時，玩家則需付50元罰金予銀行即時出獄，並照剛擲出的點數移動。

### 破產
- 如在賣出或抵押所有資產後仍無足夠的現金以支付債務，則玩家宣告破產。所有資產直接轉讓給債主，其已抵押地皮轉讓給債主時，債主要馬上付抵押值10%的交易稅。（參見交易條目）
- 若債主是銀行，銀行馬上無底價拍賣所有地皮。
- 若債主是多位玩家（如得一次付50元給其他玩家）或是不因其他玩家破產，由銀行償還債務並馬上無底價拍賣所有地皮。

### 勝利條件
- 最後一位沒有破產的玩家得勝。
- 限時結束時，總資產最高者得勝。

## 遊戲策略
最後擲骰子的玩家往往比其他人不利，因為前面物業可能已被較早擲骰子的玩家購買。雖然如此，遊戲策略能大大提高勝出的機會。六人作賽時，很大機會沒有人能靠運氣買下同色的地。如果不交易換地，遊戲將沒完沒了進行下去。
以下要注意的地方：
- 遊戲初段入獄應儘早繳交罰款出獄，爭取機會購買土地。到了遊戲末段，當大部分玩家都已發展其勢力範圍時，入獄可使自己免墮入他人之物業，此時則應運用三次擲骰子機會，延緩出獄時機，增加他人踏中自己土地之機會。
- 交「入息稅」時，遊戲者要立即決定付200元（以標準版為準）或交總資產的10%。
- 在自己每一個物業只建1至2幢房子不是成功的投資，3幢房子的租金比一、兩幢房子的租金高出兩倍以上。

購地建議：
- 儘可能購入各個車站，由於車站分佈在每一行玩家踏中的機會率相對地比較高。
- 購入太平山及淺水灣（2017年版為薄扶林），此兩地雖然在大富翁中為最貴的地，但遊戲進行到後期建房子時此兩地經常導致別人破產。
- 選擇監獄後一行的地，遊戲後期時不少人都選擇入獄，因此出獄後的地踏中機率亦很高。

## 吉祥物
此遊戲的吉祥物是一個身穿大禮帽及早禮服、常手持手杖的老人，名為Mr. Monopoly或Rich Uncle Pennybags（富有的錢袋大叔）。大眾印象中常以為他的造型有配戴單片眼鏡，但官方從未有這樣的設定，這被視為曼德拉效應的事例。

## 其他類似產品
- 现金流游戏
- 旅遊大亨

## 外部連結
- 大富翁官方網站
  - 美國 （页面存档备份，存于）（英文）
  - 香港（繁體中文）
- 大富翁 Monopoly的Facebook專頁